# Autorski film
Autorski film je termin nastao u filmskoj kritici, 50-tih godina XX veka. Ovaj termin podrazumeva da je film jednog reditelja ili rediteljke refleksija njegovog ličnog kreativnog pogleda na temu filma, film i umetnost uopšte kao i da je on ili ona primarni stvaralac istog. Ova vrsta filmova predstavlja izraz osobene poetike i politike jednog autora.
U engleskom jeziku je za izraz autorski film prihvaćena francuska reč za autora - auteur. To je posledica činjenice da su ovaj termin i ovakav pogled na film nastali u Francuskoj.

## Poznati autorski filmovi
- Sedmi pečat[1]
- Sedam samuraja[1]
- Ivanovo detinjstvo[1]
- Senke zaboravljenih predaka[1]
- Ruska barka[1]
- Američki prijatelj[1]
- Beba iz Makona[1]
- Faust[1]

## Spoljašnje veze
- 16+ source guides: Auteur Theory/Auteurs na sajtu Britanskog instituta filma
- Authorship and The Films of David Lynch - kritički esej u Bazi britanskog filma